# واتارو ناكاساتو
واتارو ناكاساتو (باليابانية: 仲里 航) (30 أكتوبر 1984 في غينوان في اليابان - )؛ هو لاعب كرة قدم سابق كان يلعب كمدافع.